# Shunsuke Nakamura
Shunsuke Nakamura (jap. 中村 俊輔 Nakamura Shunsuke; ur. 24 czerwca 1978 w Jokohamie) – japoński piłkarz. Zdobył tytuł najlepszego zawodnika w Pucharze Azji 2004 roku.

## Kariera klubowa

### Początki
Swoją piłkarską przygodę zaczął w 1997 roku w Yokohama F. Marinos, grał tam przez 6 niecałych sezonów. Dzięki wspaniałej grze i sukcesom zainteresowało się nim wiele klubów z Europy: Real Madryt, Napoli i Reggina, ostatecznie przeszedł do tego trzeciego.

### Celtic Glasgow
W swoim pierwszym sezonie w barwach Celticu, wywalczył wraz z drużyną mistrzostwo Szkocji i Puchar Ligi. Rok później zdobył puchar kraju, ponownie mistrzostwo kraju. A także pierwsze miejsce w plebiscycie na najlepszego gracza grającego w lidze szkockiej. Pomocnik stał się szybko ulubieńcem fanów. 13 września 2006 roku, zdobył pierwszą bramkę strzeloną przez Japończyka w rozgrywkach Ligi Mistrzów w meczu z Manchesterem United. Był to gol z rzutu wolnego podobnie jak w rewanżu, który Celtic wygrał 1-0. W tej edycji zaliczył także 2 asysty w meczu z Benfiką. Po wyjściu z grupy Celtowie odpadli z AC Milanem po dwóch zaciętych meczach. W sezonie 2007/08 Japończyk był już w nieco gorszej formie i miał przez pewien czas kontuzję, co wykluczyło go na cztery mecze Ligi Mistrzów. W 1/8 finału rozegrał pełne mecze z Barceloną, ale Celtic ponownie odpadł z turnieju. W tym sezonie znowu udało się wygrać ligę szkocką. W 2009 roku zakończył grę dla klubu z Glasgow. Rozegrał dla tego zespołu 119 meczów w lidze i 21 w Lidze Mistrzów.

## Kariera reprezentacyjna

### Początki
Wystąpił w Młodzieżowych Mistrzostwach Świata w 1997 r. oraz na Letnich Igrzyskach Olimpijskich w 2000 r., jako zawodnik japońskiej drużyny do lat 23.
Wygrał ze swoją reprezentacją Puchar Azji w 2000 roku i został wybrany do zespołu turnieju.
W 2002 roku miał problemy z kolanem, jednak nie były to bardzo dotkliwe problemy i trener Troussier ostatecznie nie powołał Shunsuke. Kibice byli zawiedzeni.

### Puchar Azji w 2004 roku
Udało mu się zdobyć puchar kontynentu drugi raz z rzędu. Grał jako ofensywny pomocnik, w finale z Chinami zwyciężył 3-1 i zdobył dwie asysty. Został ogłoszony najlepszym piłkarzem tego turnieju.

### Puchar Konfederacji i Mundial
Japonia wzięła udział w pucharze konfederacji w 2005 roku. Shunsuke zagrał we wszystkich 3 meczach, cała drużyna Zico grała bardzo dobrze, ale mimo to nie udało się wyjść z grupy przegrywając z Meksykiem 2-1, wygrywając z Grecją 1-0 i remisując 2-2 z mistrzami tego turnieju, Brazylią. Nakamura został wybrany najlepszym zawodnikiem dwóch ostatnich meczów. Z Grekami zaliczył asystę, a z Brazylią asystę i bramkę strzeloną z dystansu.
Rok później znalazł się na Mistrzostwach Świata w Niemczech, strzelił kontrowersyjną bramkę dla swojej reprezentacji przeciwko Australii. Mimo udanego początku Japonia przegrała ten mecz 3-1, kolejny bezbramkowy remis z Chorwatami i porażka 4-1 z Canarinhos.

### Ostatnie lata
Nakamura wziął udział trzeci raz z rzędu w pucharze kontynentalnym, którego gospodarzem były 4 kraje: Tajlandia, Malezja, Wietnam i Indonezja. Tym razem nie udało się go wygrać, ale pomocnik z Japonii trzeci raz z rzędu został wybrany do zespołu turnieju, a jego drużyna zdobyła 4. miejsce. Niespełna 2 miesiące później rozegrał wyborny towarzyski mecz ze Szwajcarią, zdobywając 2 gole i 1 asystę wygrywając 4-3.
W roku 2010 znalazł się w kadrze na mundial w RPA, zagrał tylko z Holendrami 26 minut. Po tej imprezie zakończył definitywnie karierę reprezentacyjną.
W reprezentacji zagrał 98 razy i zdobył 24 bramki.

## Styl gry

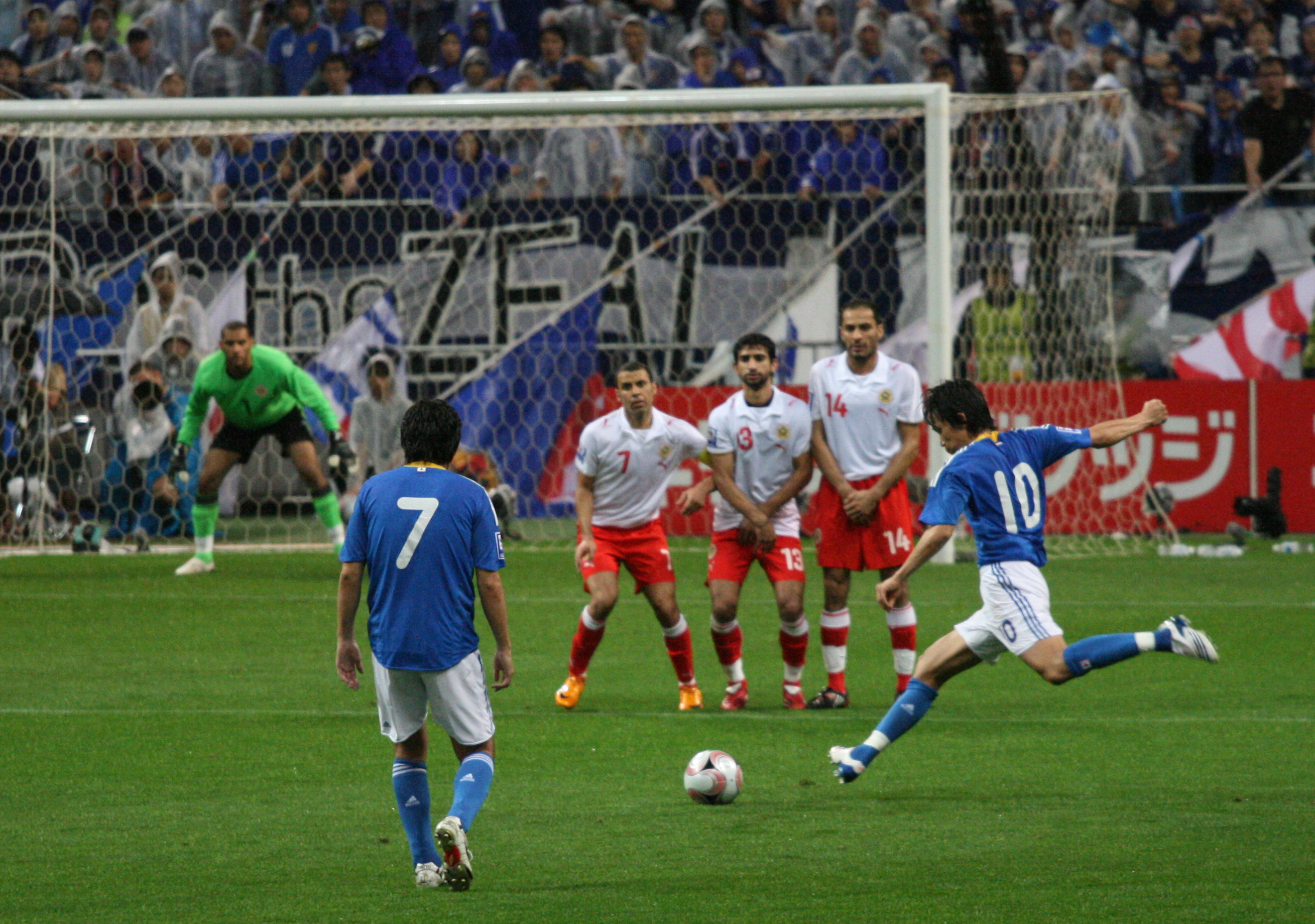
Nakamura wykonujący rzut wolny

Lewonożny zawodnik, mógł grać jako prawy lub lewy pomocnik albo środkowo ofensywny pomocnik. Shunsuke jest znany na całym świecie ze swoich rzutów wolnych. Zazwyczaj celował w górny róg bramki, posiadał mocne strzały z niezwykłą rotacją podkręcenia od wewnętrznej strony. Jego cała technika była na niezwykle wysokim poziomie, potrafił świetnie dośrodkować, strzelić z daleka, kontrolować piłkę i dryblować nawet jednym zwodem dwóch przeciwników. Steve Perryman powiedział kiedyś o nim: "On mógłby otwierać puszkę fasoli swoją lewą nogą". Jego świetne podania i orientacja często otwierały kolegom drogę do bramki. Japończyk często używał trików i zagrań piętką. Poza techniką charakteryzował się dobrą równowagą i niezłą szybkością. Nakamura był zawodnikiem ciężko pracującym, dużo biegał w ataku, starał się też pomagać w defensywie od czasu do czasu.
Pewnego razu nagrano filmik jak trafia piłkę do jadącego autobusu przez małe okno.

## Nagrody

### Drużynowe
- Mistrzostwo Szkocji: 2006, 2007, 2008
- Szkocki Puchar Ligi: 2006, 2009
- Puchar Szkocji: 2007
- Puchar Japonii: 2001
- Emperor's Cup: 2013
- Puchar Azji: 2000, 2004

### Indywidualne
- Najlepszy zawodnik Ligi Szkockiej: 2007
- Najlepszy zawodnik Pucharu Azji: 2004
- Najlepszy zespół Pucharu Azji: 2000, 2004, 2007
- Najlepszy zespół Ligi Szkockiej: 2007
- MVP Ligi Japońskiej: 2000, 2013
- Zawodnik roku Celticu: 2007
- Gol roku w lidze szkockiej: 2007
- Najlepsza jedenastki J-League: 1999, 2000, 2013